# 그루프 PSA
그루프 PSA(Groupe PSA),  이전 사명 PSA 푸조 시트로엥(PSA Peugeot Citroën)은 프랑스의 자동차 회사인 푸조가 1976년에 당시 심각한 재정난으로 허덕이던 프랑스 자동차 기업 시트로엥을 인수하면서 탄생한 그룹이다. 대한민국 현대자동차그룹의 관계와 비슷하다. 2017년 3월 7일에는 독일의 자동차 회사인 오펠, 영국의 자동차 회사이자 오펠의 영국 브랜드인 복스홀을 인수하였다.
2020년 FCA와 1:1로 합병하였으며, 현 PSA의 대표인 카를루스 타바르스(Carlos Tavares)가 합병 회사의 대표를 맡는다. 새로운 합병 법인의 이름은 스텔란티스(Stellantis)이다.

## 같이 보기
- 스텔란티스
- 카를루스 타바르스